# Dolichopus sedulus
Dolichopus sedulus är en tvåvingeart som beskrevs av Van Duzee 1921. Dolichopus sedulus ingår i släktet Dolichopus och familjen styltflugor. Inga underarter finns listade i Catalogue of Life.